# Ephydatia muelleri
Ephydatia muelleri — вид прісноводних губок родини бодягових (Spongillidae).

## Поширення
Вид поширений у чистих спокійних водоймах в Європі та Північній Америці. В Україні не зафіксований.

## Опис
Тверда структурна губка. Утворює подушкоподібні грудочки темно-жовтого кольору, хоча також може бути коричневого або зеленого забарвлення. Осідає на твердих предметах.